# NGC 4593
NGC 4593 é uma galáxia espiral barrada (SBb) localizada na direcção da constelação de Virgo. Possui uma declinação de -05° 20' 38" e uma ascensão recta de 12 horas, 39 minutos e 39,3 segundos.
A galáxia NGC 4593 foi descoberta em 17 de Abril de 1784 por William Herschel.